# On déménage le colonel
Pour plus de détails, voir Fiche technique et Distribution.
On déménage le colonel est un film français réalisé par Maurice Labro et sorti en 1955.

## Synopsis
Trois cambrioleurs s'introduisent dans le château d'un colonel en retraite, qu'ils trouvent mort sur son lit, laissant près de lui un testament holographe en bonne et due forme. En réalité, le vieux colonel, pas si mort qu'il en a l'air, ouvre un œil averti, puis deux, pour mieux observer, avec l'aide des trois cambrioleurs qui passeront pour des jardiniers, le comportement des héritiers pressentis. Il s'avère que parmi lesdits hoirs, tous ne sont décidément pas dignes de la confiance que le vieux militaire leur avait accordée, tandis que d'autres lui témoignent une affection sincère qu'il n'en attendait point...

## Fiche technique
- Titre : On déménage le colonel
- Réalisation : Maurice Labro
- Scénario et dialogues : Yves Favier
- Décors : Claude Bouxin
- Photographie : Charly Willy-Gricha
- Son : Jacques Gallois
- Montage : Henri Taverna
- Musique : Paul Durand
- Production : Compagnie lyonnaise de cinéma
- Pays :   France
- Format : Noir et blanc
- Genre : Comédie
- Durée : 97 minutes
- Date de sortie :
  - France : 9 décembre 1955

## Distribution
- Yves Deniaud : Roméo
- Dora Doll : Flora
- Armand Bernard : M. Grivier
- Max Dalban : le chef de la fanfare
- Jean Tissier : le brigadier
- Pauline Carton : la femme du brigadier
- Jacques Dynam : Clotaire
- Lucien Frégis : le bistrotier
- Lucien Guervil : le notaire
- Jacqueline Cartier : la femme du notaire
- Jacques Jouanneau : le dentiste
- Jacques Hilling : Auguste
- Maryse Martin : Mme Auguste
- Ginette Pigeon : Annette
- Noël Roquevert : 	le colonel de la Ribodière
- Alice Tissot : Élodie Grivier
- Louis Viret : le fils Donnadieu
- Émile Riandreys : le cafetier
- Albert Michel : un gendarme
- Paul Mercey
- Marius Gaidon